# العلاقات الكرواتية الكندية
العلاقات الكرواتية الكندية هي العلاقات الثنائية التي تجمع بين كرواتيا وكندا.

## مقارنة بين البلدين
هذه مقارنة عامة ومرجعية للدولتين:
| وجه المقارنة                                              | كرواتيا                                                  | كندا                     |
| --------------------------------------------------------- | -------------------------------------------------------- | ------------------------ |
| المساحة (كم2)                                             | 56.59 ألف                                                | 9.98 مليون               |
| عدد السكان (نسمة)                                         | 4.11 مليون                                               | 35.70 مليون              |
| الكثافة السكانية (ن./كم²)                                 | 72.63                                                    | 3.58                     |
| العاصمة                                                   | زغرب                                                     | أوتاوا                   |
| اللغة الرسمية                                             | اللغة الكرواتية                                          | لغة إنجليزية، لغة فرنسية |
| العملة                                                    | كونا كرواتية                                             | دولار كندي               |
| الناتج المحلي الإجمالي (بليون دولار)                      | 54.85 مليار                                              | 1.65 تريليون             |
| الناتج المحلي الإجمالي (تعادل القوة الشرائية) بليون دولار | 94.64 مليار                                              | 1.59 تريليون             |
| الناتج المحلي الإجمالي الاسمي للفرد دولار أمريكي          | 11.54 ألف                                                | 43.25 ألف                |
| الناتج المحلي الإجمالي للفرد دولار أمريكي                 | 21.64 ألف                                                | 45.07 ألف                |
| مؤشر التنمية البشرية                                      | 0.818                                                    | 0.913                    |
| رمز المكالمات الدولي                                      | +385                                                     | +1                       |
| رمز الإنترنت                                              | .hr                                                      | .ca                      |
| المنطقة الزمنية                                           | توقيت وسط أوروبا، ت ع م+01:00، ت ع م+02:00، أوروبا/زغرب ‏ |                          |

## منظمات دولية مشتركة
يشترك البلدان في عضوية مجموعة من المنظمات الدولية، منها:
| علم المنظمة | اسم المنظمة                               | تاريخ انضمام كرواتيا | تاريخ انضمام كندا |
| ----------- | ----------------------------------------- | -------------------- | ----------------- |
|             | مؤسسة التنمية الدولية                     | 25 فبراير 1993       | 24 سبتمبر 1960    |
|             | الأمم المتحدة                             | 22 مايو 1992         | 9 نوفمبر 1945     |
|             | منظمة التجارة العالمية                    | ?                    | ?                 |
|             | منظمة الأمن والتعاون في أوروبا            | 24 مارس 1992         | 25 يونيو 1973     |
|             | المنظمة الهيدروغرافية الدولية             | ?                    | ?                 |
|             | وكالة ضمان الاستثمار متعدد الأطراف        | 19 مارس 1993         | 12 أبريل 1988     |
|             | اتفاقية السماوات المفتوحة                 | ?                    | ?                 |
|             | حلف شمال الأطلسي                          | 1 أبريل 2009         | 4 أبريل 1949      |
|             | منظمة الشرطة الجنائية الدولية             | ?                    | ?                 |
|             | مجموعة أستراليا                           | 2007                 | 1985              |
|             | المركز الدولي لتسوية المنازعات الاستشارية | 22 أكتوبر 1998       | 1 ديسمبر 2013     |
|             | الاتحاد الدولي للاتصالات                  | 3 يونيو 1992         | 1 يوليو 1908      |
|             | الفريق المعني برصد الأرض                  | ?                    | ?                 |
|             | البنك الدولي للإنشاء والتعمير             | 25 فبراير 1993       | 27 ديسمبر 1945    |
|             | الاتحاد البريدي العالمي                   | ?                    | ?                 |
|             | منظمة حظر الأسلحة الكيميائية              | ?                    | ?                 |
|             | مؤسسة التمويل الدولية                     | 25 فبراير 1993       | 20 يوليو 1956     |
|             | مجموعة الموردين النوويين                  | ?                    | ?                 |
|             | مركز تنسيق الحركة في أوروبا ‏              | ?                    | ?                 |
|             | يونسكو                                    | 1 يونيو 1992         | 4 نوفمبر 1946     |

## أعلام
هذه قائمة لبعض الشخصيات التي تربطها علاقات بالبلدين:
- أليكس باونوفيتش (ممثل كندي، 29 يونيو 1969 – )
- جورج كابالو (12 سبتمبر 1937 – )
- ستانا كاتيك (ممثلة أمريكية، 26 أبريل 1978 – )
- ستيف باساس (13 مارس 1965[24] – )
- شون سايبوس (ممثل كندي، 30 أكتوبر 1981[25] – )
- لينور زان (22 نوفمبر 1959[26] – )
- مايكل بوبليه (9 سبتمبر 1975[27] – )
- ويلي ميتشيل (لاعب هوكي جليد كندي، 23 أبريل 1977 – )

## وصلات خارجية
- موقع وزارة الخارجية الكرواتية
- موقع وزارة الخارجية الكندية